# Campeonato Sul-Matogrossense
Campeonato Sul-Matogrossense – ligowe mistrzostwa brazylijskiego stanu Mato Grosso do Sul.
Przed 1979 rokiem Mato Grosso do Sul i Mato Grosso były jednym stanem, a kluby, biorące teraz udział w mistrzostwach stanu Mato Grosso do Sul brały wówczas udział w Campeonato Matogrossense.

## Format
Serie A
- Pierwszy etap

Kluby grają ze sobą każdy z każdym mecz i rewanż.
- Drugi etap

Najlepsze 4 kluby z pierwszego etapu grają systemem każdy z każdym mecz i rewanż.
Mistrzem stanu zostaje zwycięzca drugiego etapu. Do drugiej ligi (Serie B) spadają dwa najsłabsze kluby z pierwszego etapu.
Jak w przypadku wszystkich rozgrywek w Brazylii format ulega częstym zmianom.

## Kluby
Serie A
- Costa Rica Esporte Clube
- Clube Recreativo Desportivo Sete de Setembro
- Esporte Clube Águia Negra
- Pantanal Futebol Clube
- Rio Verde Esporte Clube
- Clube Atlético Mundo Novo
- Centro Esportivo Nova Esperança (CENE)
- Maracajú Atlético Clube
- Sociedade Esportiva e Recreativa Chapadão (SERC)
- Coxim Atlético Clube
- Operário Futebol Clube S/A

Serie B
- Associação Atlética Moreninhas
- Esporte Clube Taveirópolis
- Clube de Esportes União
- Esporte Clube Comercial
- Associação Atlética Portuguesa
- Clube Atlético Paranaibense
- A A Bataguassu
- Misto Esporte Clube
- Camapuã Futebol Clube
- S E Pontaporanense
- Ivinhema F C
- C E Naviraiense
- S E Nova Andradina
- UMJEC
- Corumbaense Futebol Clube
- Baianinho Esporte Clube
- E F Aquidauanense
- Esporte Clube Campo Grande

## Lista mistrzów
- 1979 Operário
- 1980 Operário
- 1981 Operário
- 1982 Comercial
- 1983 Operário
- 1984 Corumbaense
- 1985 Comercial
- 1986 Operário
- 1987 Comercial
- 1988 Operário
- 1989 Operário
- 1990 Ubiratan
- 1991 Operário
- 1992 Nova Andradina
- 1993 Comercial
- 1994 Comercial
- 1995 SERC
- 1996 Operário
- 1997 Operário
- 1998 Ubiratan
- 1999 Ubiratan
- 2000 Comercial
- 2001 Comercial
- 2002 CENE
- 2003 SERC
- 2004 CENE
- 2005 CENE
- 2006 Coxim
- 2007 Águia Negra
- 2008 Ivinhema
- 2009 Naviraiense
- 2010 Comercial
- 2011 CENE
- 2012 Águia Negra
- 2013 CENE

### Kluby według tytułów
- 10 – Operário
- 8 – Comercial
- 5 – CENE
- 3 – Ubiratan
- 2 – SERC, Águia Negra,
- 1 – Corumbaense, Nova Andradina, Coxim, Ivinhema, Naviraiense